# Prieuré Saint-Gervais d'Auxerre
Le prieuré Saint-Gervais-et-Saint-Protais est l'établissement catholique le plus ancien d'Auxerre. Commencé par une église datant du début du VIIe siècle, un monastère est fondé qui devient prieuré bénédictin dépendant de l'abbaye de Molesme. Il a disparu à la Révolution.

## Situation
Le faubourg Saint-Gervais se trouve sur la rive droite de l'Yonne, à l’est de l'avenue Jean Jaurès qui prolonge le pont Paul Bert. L'église était située au début (extrémité sud) de la rue des Mignottes qui longe la gare d'Auxerre-Saint-Gervais sur son côté est, entre l'avenue de la Résistance et la rue Gabriel Brottier. La rue des Mignottes prolonge la rue Saint-Gervais qui vient de la rivière au sud,.

## Appellations
Basilique des saints Nazaire, Gervais, Protais et Celse enfant (elle contient des reliques de ces saints).
24 septembre 1131 : « Sanctorum-Gervasii et Protasii (ecclesia prope) au faubourg d'Auxerre ».
1143 : Sanctus Gervasius,.
1217 : Burgum, se référant au prieuré Saint-Gervais.
1453/1454 : Saint-Gervais-lez-Auxerre

## Histoire
La première mention d'un édifice religieux sous le vocable de saint Gervais remonte aux alentours de l'an 620 : saint Marin (et non Maurin), diacre de l'évêque d'Auxerre saint Didier (19e év. 605-621), fait construire une église dédiée aux saints Gervais, Protais, Nazaire et Celse.
On ne sait pas s'il y avait déjà là un faubourg - et s'il y en avait un, quel était son nom avant la construction de l'église dont il a pris le nom. Un monastère est mentionné dès le VIIIe siècle. Le faubourg est doté d'une mairie dépendant du duché de Bourgogne.
Saint Didier donne à Saint-Gervais la terre nommée Briennico près de Nitry (c.-à-d. le Beugnon, hameau sur Arcy-sur-Cure du côté de Nitry) ; et la terre d'Accolay.
En 732, les Sarrasins envahissent la région et le bourg est détruit. L'église se relève à grand-peine.
Le vénérable Maurin, évêque d'Auxerre 772-800, obtient de Charlemagne (pas encore empereur) la restitution des biens aliénés par Charles Martel, qui doivent dès lors être rendus à la mort de ceux qui les ont reçus en aliénation. L'abbaye Saint-Gervais-et-Saint-Protais est l'un de ces établissements qui rentrent dans leur ancienne dépendance de Saint-Étienne. 
Maurin fait rebâtir l'église à neuf. Elle a été rebâtie plusieurs fois depuis. Il est enterré dans l'église de Saint-Gervais, mais l'endroit exact de son tombeau n'a de longue date pas pu être précisé. À cette époque, le monastère a déjà une certaine importance. Mais elle est détruite de nouveau par les Normands, et devient subséquemment un prieuré.
Le bienheureux Aaron, évêque d'Auxerre 800-813, est lui aussi enterré dans l'église de Saint-Gervais.
Une bulle du pape Innocent II du 24 septembre 1131 indique que les religieux de l'église Saint-Amâtre d'Auxerre possèdent des biens dans l'église Saint-Gervais.
1134Molesme récupère Saint-Gervais par échange
Quelques dizaines d'années après la fondation en 1099 de l'abbaye de Crisenon sur le cours de l'Yonne à une vingtaine de km au sud d'Auxerre, Innocent II (pape 1130–1143) cherche à favoriser les bénédictines nouvellement fondées à Juilly, et obtient de Hugues de Montaigu (évêque d'Auxerre 1115-1136) qu'un échange soit fait : Molesme reçoit le prieuré Saint-Gervais à Auxerre et donne Crisenon à l'évêque ; les religieux de Molesme qui occupent Crisenon déménagent à Auxerre et un détachement des bénédictines de Juilly vient s'installer à Crisenon. L'acte d'échange est de 1134 ; Molesme s'y réserve la gouvernance spirituelle des bénédictines de Crisenon et tous les ans, le jour de la Purification, les bénédictines de Crisenon doivent leur donner un cierge pesant une livre.
Exemption par Hugues de Mâcon
En 1137, Hugues de Mâcon, év. 1137-1151, exempte le prieuré Saint-Gervais de toute procuration ou exaction des évêques, doyens et archidiacres ; ce avec le consentement de son chapitre.
En 1146, Herbert le Gros, sur le point de partir pour Jérusalem, abandonne entre les mains de l'évêque d'Auxerre Hugues de Mâcon la dîme de Saint-Gervais qu'il détenait injustement, pour être remise à l'abbaye de Molesme,.
En 1149, Guillaume III comte d'Auxerre, Nevers et Tonnerre, confirme la donation par son père Guillaume II et sa mère Adélaïde, du four de Saint-Gervais à l'abbaye de Crisenon.
En 1160, Guillaume III rapporte que Dodo, dit Enuisset, a donné à l'« église » de Molesme une vigne sise à Saint-Gervais.
En 1171, le comte Guy approuve la donation faite par son père Guillaume III de 60 sous de cens à Saint-Grvais. Le maire (maiore) de Saint-Gervais Johane Petro est cité.
En 1193, le comte Pierre confirme qu'en accord avec les dernières volontés de sa femme Agnès il a donné 40 sous de cens à prendre sur la paroisse de Saint-Gervais,. L'année suivante (1194) le même comte, qui octroie des privilèges aux habitants d'Auxerre, donne aux habitants du bourg de Saint-Gervais des droits dans la forêt du Bar,.
En 1208, le comte d'Auxerre Pierre de Courtenay remet (exempte) les moines de l'abbaye de Reigny (entre Vermenton et Lucy-sur-Cure) du cens qu'ils lui doivent pour leurs vignes de Saint-Gervais. Le prieuré est situé dans la partie d'Auxerre où les comtes se sont réservés le plus de censives - de fait les ducs de Bourgogne s'en s'ont réservé la suzeraineté, et le comte d’Auxerre, qui le tient d’eux en fief, est aussi appelé « Garde de Saint-Gervais ». Pierre de Courtenay donne aux moines de Saint-Gervais pour leurs censives 47 sols avec les lots et ventes, et leur permet de lever une somme sur le clos et les terres qu'un nommé Guy de Souvigny tient du comte Guy. La même année, les moines de Saint-Gervais obtiennent du comte satisfaction de « ce que les vassaux du comte ont entrepris sur les bois de Pontsol et de Nitry »,. 
Début XIIIe, le territoire de l’abbaye ou prieuré Saint-Gervais s'étend jusqu'au lieu dit Sainte-Nitasse, où il est sous la protection du comte Pierre qui oblige le chapelain de Sainte-Anastase à conserver entièrement le droit des moines de l'église de Saint-Gervais d'y célébrer la messe.
En 1213, le comte Pierre confirme aux habitants du bourg de Saint-Gervais leur droit d'usage dans le bois du Bar.
Sous l'évêque Guillaume de Toucy (1167-1181), le comte donne à l'abbaye de Molesme 49 sols de rente annuelle portant lots et ventes sur la paroisse de Saint-Gervais.
En 1234, Renaud Sauguenet vend aux Templiers une maison située devant l’église Saint-Gervais, pour 70 livres.
Vers 1450, Pierre d'Oroüer prieur de Saint-Gervais entre en désaccord avec l'évêque Pierre de Longueil (1449-1473). Le prieur soutient que le prieuré est exempt de la visite de l'évêque - et donc exempt du paiement du droit de procuration et de tout autre subside caritatif lié au droit de visite de l'évêque -, ce depuis qu'il en a été exempté en 1137 par l'évêque Hugues de Mâcon. Longueil soutient de son côté que ses prédécesseurs y ont fait visite et en ont reçu tous les droits usuels. L'affaire est portée devant le bailli d'Auxerre, mais fin janvier 1453 les deux parties font un compromis par l'intermédiaire de l'abbé de Vézelay Albert de la Châsse : ce dernier, en visite à Auxerre l'été suivant, déclare qu'il a pu visiter le prieuré une fois par an, sans recevoir d'autre droit que celui de la procuration ; mais que le prieuré peut être imposé pour le subside caritatif de la venue des évêques. Là-dessus, l'abbé de Vézelay condamne le prieuré à 100 sols d'amende comme solde de toute indemnité que l'évêque peut réclamer. Cet accord est agréé par les parties le 26 juin 1454,,.
La révolution signe la fin de l'église Saint-Gervais. Le 12 mars 1791, un arrêté départemental réunit la paroisse Saint-Gervais à celle de Saint-Pierre et décide que l’église Saint-Gervais est conservée uniquement comme chapelle, le curé devant y dire la messe le dimanche - cela malgré les protestations des paroissiens. Le plus récent document connu pour le prieuré date de 1784 (le plus ancien date de 1123).

## Prieurs
- vers 1450 : Pierre d'Oroüer[7]

## Églises ou chapelles du même nom dans le diocèse
- Église Saint-Gervais-et-Saint-Protais de Vergigny[34].
- Chapelle Saint-Gervais, sur la commune de Dixmont, célèbre pour une source réputée miraculeuse[5]. Egalement l'église Saint-Gervais-et-Saint-Protais de Dixmont.
- Prieuré Saint-Gervais-et-Saint-Protais de Lurcy-le-Bourg